# Pelswick
Pelswick es una serie animada estrenada en el año 2000, fue producida por Nelvana para CBC Television  en Canadá y por el canal de televisión por cable Nickelodeon en los Estados Unidos. La serie trata sobre un muchacho adolescente que usa una silla de ruedas, enfatizando en como él vive una vida normal. Está basada en los libros creados por John Callahan. Desde el 2002, ya no es transmitido ni en Estados Unidos ni en Canadá. FUNimation, distribuidor de DVD en los Estados Unidos, consideró publicarlo en DVD para el 2004, pero estos planes se fueron a bajo tras la audiencia baja. Fue transmitido en el bloque infantil Nick on CBS el 14 de septiembre de 2004, acabando en noviembre del mismo año.
En Latinoamérica, fue transmitida entre octubre de 2004 y mayo de 2006 en el canal Magic Kids, con un doblaje al español realizado en Venezuela.

## Personajes
- Pelswick Eggert: Es una persona con discapacidad de 13 años con una nariz grande, está en una silla de ruedas y tiene un ángel de la guarda. Él detesta a las personas que lo consideran diferente debido a su discapacidad.

- Ace Nakamura: Es un amigo de Pelswick, Él es un as en la tecnología, es más inteligente que cualquiera de sus amigos, llevándolo a menudo ser quien llega idear la solución a los problemas.

- Goon Gunderson: Él es notablemente tonto, muy lento en sus acciones y pensamientos.

- Julie Smockford: La muchacha de quien Pelswick está enamorado.

- Sandra Scottle: La mejor amiga de Julie y a menudo su rival. Ella es una verdadera diva.

- Sr. Jimmy: El ángel de la guarda de Pelswick, a menudo le da consejo sobre situaciones de la vida, lo confunde hasta el último momento, no importa qué tan requerido sea su consejo.

- Quentin: El papá de Pelswick, Kate, y Bobby.

- Kate: La hermana de Pelswick que intenta actuar más allá de su edad de 8 años.

- Bobby: El hermano menor de Pelswick y Kate.

- Mirlyon: La mamá de Pelswick, Kate y Bobby, que no aparecen en la serie. La considera fallecida.

- Gram-Gram (Priscilla): La abuela de Pelswick, Kate y Bobby, ella hace a menudo actos "extremos" en lugar de ser la clásica abuelita.

- Boyd Scolarzo: El bravucón de la escuela que gusta intimidar a Pelswick.

## Voces

### En inglés
- Robert Tinkler es Pelswick.
- Phil Guerrero es Ace.
- Peter Oldring es Goon.
- Julie Lemieux es Julie.
- Chuck Campbell es Boyd.
- Tony Rosato es Quentin.
- Tracey Moore es Kate.
- Ellen Ray Hennessy es Gram Gram.
- David Arquette es Sr. Jimmy
- Kim Kuhteubl es Sandra.
- David Huband es Vicedirector Zeigler.